# Käthe Krauss
Katharina Anna "Käthe" Krauss, née le 29 novembre 1906 à Dresde et décédée le 9 janvier 1970 à Mannheim, était une athlète allemande.
Käthe Krauss a participé aux Jeux olympiques d'été de 1936 à Berlin où elle a remporté le bronze sur 100 m derrière l'Américaine Helen Stephens et la Polonaise Stanisława Walasiewicz. En relais 4 × 100 m, elle avait réalisé avec ses compatriotes un record du monde (46 s 4) pendant les séries. Pendant la finale, le dernier passage de témoin entre Marie Dollinger et Ilse Dörffeldt échoua et l'équipe dut abandonner, laissant le titre aux Américaines.
En 1934 déjà, elle avait remporté trois médailles d'or aux jeux mondiaux féminins : sur 100 m (11 s 9), 200 m (24 s 9) et avec le relais 4 × 100 m (48 s 6) avec Marie Dollinger, Margarete Kuhlmann et Selma Grieme. Elle termina encore troisième au lancer du disque.
Aux championnats d'Europe de 1938, elle remportait deux fois l'argent, sur 100 m (12 s 0) et 200 m (24 s 4). En relais, elle a été sacrée championne d'Europe avec ses compatriotes Josefine Kohl, Emmy Albus et Ida Kühnel.

## Palmarès

### Jeux olympiques d'été
- Jeux olympiques d'été de 1936 à Berlin ( Allemagne)
  -  Médaille de bronze sur 100 m
  - abandon en finale du relais 4 × 100 m

### Jeux mondiaux féminins
- Jeux mondiaux féminins de 1934 à Londres ( Royaume-Uni)
  -  Médaille d'or sur 100 m
  -  Médaille d'or sur 200 m
  -  Médaille d'or en relais 4 × 100 m

### Championnats d'Europe d'athlétisme
- Championnats d'Europe d'athlétisme de 1938 à Vienne ( Allemagne)
  -  Médaille d'argent sur 100 m
  -  Médaille d'argent sur 200 m
  -  Médaille d'or en relais 4 × 100 m

## Records du monde
- 46 s 5 en relais 4 × 100 m avec Emmy Albus, Marie Dollinger et Grete Winkels le 21 juin 1936 à Cologne
- 46 s 4 en relais 4 × 100 m avec Emmy Albus, Ilse Dörffeldt et Marie Dollinger le 8 août 1936 à Berlin